# 兵庫県立大学附属中学校・高等学校
兵庫県立大学附属中学校・高等学校（ひょうごけんりつだいがくふぞくちゅうがっこう・こうとうがっこう）は、播磨科学公園都市内にある兵庫県赤穂郡上郡町光都3丁目に所在する公立の中学校・高等学校である。設置者は兵庫県公立大学法人であり、本校は兵庫県立大学の附属学校である。併設型中高一貫校。全県学区であるため、兵庫県内のすべての小学校区又は中学校区の在住者が通学できる。略称は県大（けんだい）や、附属（ふぞく）など。

## 特徴
定員は高校が160人、中学校が70人（2013年度入学生までは40人）である。高校の募集人数は160から附属中学校からの内部進学者数を除いた人数 になる。
兵庫県立大学に特別推薦制度があり、成績によって進学可能。
学力検査（一般入試）において、県内の公立高校で唯一傾斜配点（「数学」は1.2倍、「理科」及び「英語」は1.15倍、「国語」及び「社会」は0.75倍）されていた。2010年より推薦入試のみになり、面接と適性検査が実施される。
中学校の入試は、適性検査・作文・面接によって構成されている。
2022年まで毎年12月には高校で数学コンテストというイベントが開催され、全校生徒で数学IA、二年生と三年生の生徒で数学IIBの全員共通の問題を解いた。また、毎年春に行われる文化祭の1日目にはインター・ぴーぷる・デイ（Inter People Day）と呼ばれる英語科の行事も開催され、レシテーションコンテストやスピーチコンテスト、各学級と他校のALTとの交流などが行われる。このように、学習教科への関心や意欲を高める目的がある学校行事も行われている。
中学校においては毎年7月にはEnglish Speech Festivalというイベントが開催され、各学年の代表がスピーチを行う。また、毎年11月にART FESTIVALという芸術祭が開催される。合唱や劇、文化部による発表や有志発表などが行われる。
高校では私服の許可、昼休みと放課後のみではあるが携帯電話の使用許可、また中学校でも通学時の携帯電話の所持が許可されているなど、自由な校風である。

## 沿革
- 1994年（平成06年）
  - 4月1日 - 兵庫県立姫路工業大学附属高等学校として開校。当時の所在地表示は赤穂郡上郡町金出地1466番地8[5]。
  - 4月4日 - 黎明寮男子A棟（200人）、女子C棟（168人）設置[5]。
  - 10月14日 - 黎明寮男子B棟（223人）設置[5]。
- 1995年（平成07年）3月30日 - 校舎と運動場を繋ぐ歩道橋（通称「テクノウイング」）が完成[5][注釈 3]。
- 1999年（平成11年）7月1日 - 赤穂郡上郡町光都3丁目11番1号に所在地表示変更[5]。
- 2002年（平成14年）5月23日 - 文部科学省スーパーサイエンスハイスクールの指定を受ける（平成18年度まで）[5]
- 2003年（平成15年）10月18日 - 創立10周年記念式典挙行[5]。
- 2004年（平成16年）4月1日 - 姫路工業大学・神戸商科大学・兵庫県立看護大学が統合されて兵庫県立大学となったことに伴い、兵庫県立大学附属高等学校となる[5]。
- 2007年（平成19年）4月1日 - 隣接して兵庫県立大学附属中学校が設立され中高一貫校になった[5][7]。
- 2009年（平成21年）10月23日 - 中学校校歌制定（生徒により作詞作曲）[8]。
- 2010年（平成22年）4月1日 - 附属中学校の第1回卒業生が入学。
- 2013年（平成25年）11月16日 - 附属高校創立20周年記念式典挙行。[5]
- 2016年（平成28年）11月26日 - 附属中学校創立10周年記念式典挙行。
- 2017年（平成29年）4月 - 設置者が公立大学法人兵庫県立大学に移管[9]。
- 2020年（令和02年）4月1日 - 従来の校長の職名が総長に、副校長の職名が校長にそれぞれ変更される。
- 2021年（令和03年）4月1日 - 設置者の名称が兵庫県公立大学法人に変更[9]。
- 2021年（令和03年）4月1日 - この年度の入学生から学習指導要領の改定の趣旨を踏まえたコース分けが開始される。
- 2023年（令和05年）11月11日 - 附属高等学校・中学校創立30周年記念式典を合同開催。

## 校訓
- 創進
  - 創造と進歩の人たれ[10]

## 基本理念
学校ビジョン
「めざせ世界のパイオニア」
※ 校歌の一節にも「目指せ世界のパイオニア」とあるもの
教育理念
- 科学技術における学術研究の後継者の育成
- 国際感覚豊かな創造性溢（あふ）れる人材の育成

## 教育目標
出典：
1. 自ら考え、自ら学び、創造性と主体性に溢れた生徒を育成する
2. 自然科学を中心に人文・社会科学も広く学び、学術研究の後継者となる人材を育成する
3. 国際感覚を養い、国際社会に貢献できる人間を育成する
4. 科学者や大学生と交流し、高い理想を持つこころ豊かな自立した人間を育成する

## 学校行事
主な出典：

### 中学校
- 4月 着任式、前期始業式、入学式、対面式、離任式、新入生歓迎行事、ガイダンスキャンプ（1年）
- 5月 第1回定期考査
- 7月 第2回定期考査
- 8月 オーストラリア語学研修（希望者）
- 9月 修学旅行（3年）、前期終業式
- 10月 後期始業式、体育大会（中高合同）、第3回定期考査
- 11月 ART FESTIVAL
- 12月 第4回定期考査、生徒会選挙
- 1月 プロジェクト学習発表会（2、3年）入学者選考
- 2月 第5回定期考査
- 3月 3年生を送る会、義務教育修了式、修了式

#### 年間を通じて行われる活動
- プロジェクト学習（2、3年）

1学年を10個弱くらいのグループに分け、それぞれのグループに大学などから研究者を呼び、生徒と共に2年間特定の研究を行う。月に1度活動する。3年の1月には研究成果を発表する。
- 中大連携授業

各学年、年に数回兵庫県立大学の教授が授業を行う。

### 高等学校
- 4月 着任式、前期始業式、入学式、対面式、離任式、自然教室（1年）
- 5月 文化祭、生徒会選挙、第1回定期考査
- 7月 第2回定期考査、球技大会
- 8月 海外語学研修（希望者）
- 9月 前期終業式
- 10月 後期始業式、体育大会（中高合同）、第3回定期考査、研修旅行（2年）
- 12月 第4回定期考査
- 2月 推薦入試、卒業証書授与式
- 3月 第5回定期考査（1、2年）、球技大会（1、2年）、後期終業式

## 高等学校の設置学科
- 総合科学科
  - 入学時にCS（クリエイティブ サイエンス）コース（35名程度）、FS（ファンダメンタルサイエンス）コース（125名程度）のコース分けが行われる[注釈 5][15]。
  - 2年進級時にGA（グローバル アーツ）コースが設置され、主に文系の生徒が所属する。
  - 2年進級時にCSコースへの編入を希望する者は選抜試験を通過することでCSコースに編入することができる。

## 部活動

### 中学校部活動
主な出典：

#### 運動部
- 陸上競技部
- 剣道部
- バスケットボール部
- 卓球部

#### 文化部
- 自然科学部
- 茶道部
- ESS部
- 美術部

#### その他
- 生徒会執行部

### 高等学校部活動
主な出典：

#### 運動部
- 陸上競技部
- 硬式野球部
- 水泳部
- サッカー部
- バスケットボール部
- 剣道部
- バレーボール部
- 卓球部
- バドミントン部
- テニス部

#### 文化部
- コンピュータ部
- 音楽部
- 美術部
- 自然科学部
  - 天文班
  - 生物班
  - 化学班
  - 物理班
- 茶華道部
  - 茶道部
  - 華道部
- 放送・映像文化部
- ESS部
- 文芸部
- 情報モラル研究会（同好会）

#### その他
- 生徒会執行部
  - 他の部活とは異なり、例年6月1日から発足する（6月に新旧執行部の引継ぎ式）。

## 寄宿舎
2019年に香住高校の寮が男女共用になるまでは、本高校の寮は兵庫県の公立高校で唯一、男女が入寮出来る寮であった。
中学生についても、2021年度における在校生を対象とした試行を経て、2022年度から本格的に入寮が可能となった。

### 黎明寮

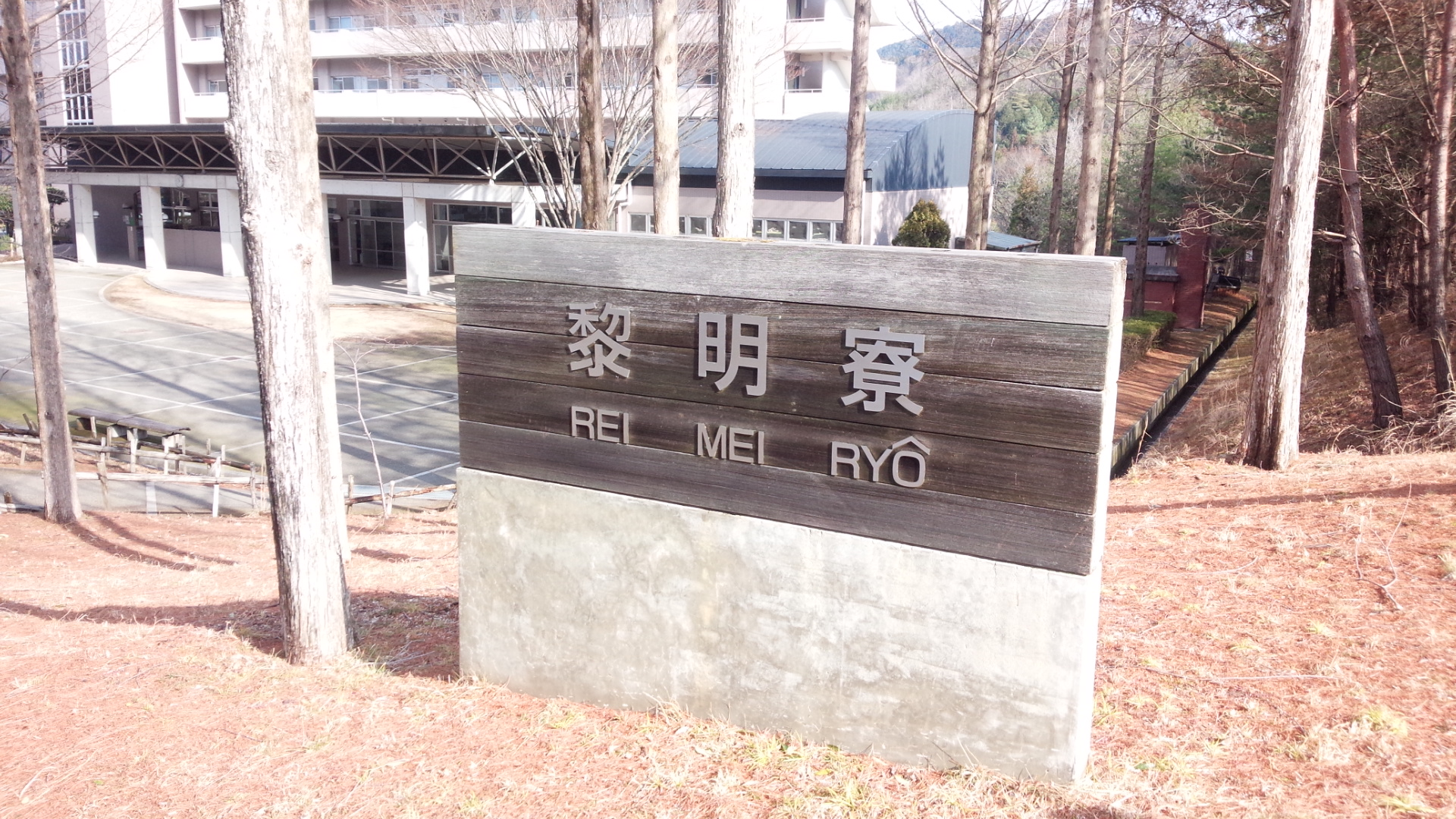
黎明寮入口付近（2015年）

男子A棟、男子B棟と女子C棟に分かれている。各棟は9階建てで、2階から3階までの一人部屋で高校生が寮生活を送っている（男子A、B棟4階とA、B、C棟5階は現在未使用、6階から9階までは兵庫県立大学の理学部の学生が暮らすフロアとなっている）。寮生は毎朝ここから学校までの1kmと少しの道程を歩いて登校する。また毎年4月、新しく入寮した生徒達を歓迎するイベント「黎明祭」が開催される。寮生のイベントではあるが、通学生の参加も可能である。

## 姉妹高等学校
本校の特徴的な取り組みの一つとして国際交流が挙げられ、オーストラリアの中等教育学校（6年制中等学校）並びに韓国及びタイ生徒による相互訪問（交換留学）などが行われている。

### オーストラリア
- ウィルトン高等学校（英語版）
  - 交流開始1995年、姉妹校提携2005年
  - 本中学3年生も交換留学に参加が可能

### 大韓民国
- 合浦高等学校（朝鮮語版）
  - 交流開始2007年

### タイ王国
- トリアム・ウドム・スクサ高等学校
  - 交流開始2001年、姉妹校提携2009年

## 主なOB
- 溝口香奈[4] - ガールズケイリン選手

## 併置大学
- 兵庫県立大学